# 834
834 (DCCCXXXIV) fue un año común comenzado en jueves del calendario juliano, en vigor en aquella fecha.

## Nacimientos
- Aud la Sabia, reina irlandesa.

## Fallecimientos
- El 27 de junio de 834 murió el padre de Roberto, el Fuerte de Francia (Padre de las dinastías francesas, portuguesas y españolas).
- Gaucelmo de Rosellón, Conde de Rosellón, de Ampurias, de Conflent y de Rasés